# China Cup 2018
Gree China Cup International Football Championship 2018 (tiếng Trung: 2018年格力中国杯国际足球锦标赛) là mùa giải thứ hai của China Cup, một giải đấu bóng đá quốc tế tổ chức tại Trung Quốc hàng năm. Giải đấy được tiến hành từ ngày 22 đến ngày 26 tháng 3 năm 2018 tại Nam Ninh, Quảng Tây, Trung Quốc.

## Các đội tuyển tham dự
Vào ngày 8 tháng 11 năm 2017, Họ tuyên bố rằng Cộng hòa Séc, Uruguay và Xứ Wales sẽ tham gia China Cup 2018.
| Đội                  | Bảng xếp hạng FIFA (March 2018) |
| -------------------- | ------------------------------- |
| Wales                | 20                              |
| Uruguay              | 22                              |
| Cộng hòa Séc         | 43                              |
| Trung Quốc (chủ nhà) | 65                              |

## Linh vật
Với 65,554 phiếu bình chọn, Longbao được bầu làm linh vật chính thức cho Giải vô địch bóng đá quốc tế Trung Quốc năm 2018. Thiết kế của Longbao được vẽ từ một con rồng Trung Quốc (Long), một biểu tượng văn hoá thiết yếu của sức mạnh, may mắn và sức mạnh tốt lành.

## Địa điểm
| Nanning                                     | Guangxi Sports Center |
| Trung tâm Thể thao Quảng Tây                | Guangxi Sports Center |
| 22°46′01″B 108°23′17″Đ / 22,767°B 108,388°Đ | Guangxi Sports Center |
| Sức chứa: 60,000                            | Guangxi Sports Center |

## Các trọng tài
Các trọng tài sau được chọn cho China Cup 2018.
Trọng tài
| - Chris Beath - Mohd Amirul Izwan Yaacob | - Saoud Ali Al-Adba - Salman Ahmad Falahi |

Trợ lí trọng tài
| - George Lakrindis - Mohamad Bin Zainal | - Juma Al-Burshaid - Mohammad Dharman |

## Đội hình tham gia giải đấu
- Tuổi, số trận và bàn thắng bắt đầu từ mùa giải, 22 tháng 3 năm 2018.

### Trung Quốc
Huấn luyện viên:  Marcello Lippi

| Số | VT | Cầu thủ                  | Ngày sinh (tuổi)            | Trận | Bàn | Câu lạc bộ           |
| -- | -- | ------------------------ | --------------------------- | ---- | --- | -------------------- |
| 1  | TM | Zeng Cheng               | 8 tháng 1, 1987 (31 tuổi)   | 41   | 0   | Guangzhou Evergrande |
| 12 | TM | Yan Junling              | 28 tháng 1, 1991 (27 tuổi)  | 7    | 0   | Shanghai SIPG        |
|    | TM | Wang Dalei               | 10 tháng 1, 1989 (29 tuổi)  | 26   | 0   | Shandong Luneng      |
|    |    |                          |                             |      |     |                      |
| 2  | HV | Liu Yiming               | 28 tháng 2, 1995 (23 tuổi)  | 3    | 0   | Tianjin Quanjian     |
| 3  | HV | Zheng Zheng              | 11 tháng 7, 1989 (28 tuổi)  | 14   | 2   | Shandong Luneng      |
| 4  | HV | Li Xuepeng               | 18 tháng 9, 1988 (29 tuổi)  | 27   | 0   | Guangzhou Evergrande |
| 6  | HV | Feng Xiaoting (captain)  | 22 tháng 10, 1985 (32 tuổi) | 64   | 0   | Guangzhou Evergrande |
| 17 | HV | Fan Xiaodong             | 2 tháng 3, 1987 (31 tuổi)   | 3    | 0   | Changchun Yatai      |
| 21 | HV | Deng Hanwen              | 8 tháng 1, 1995 (23 tuổi)   | 7    | 2   | Guangzhou Evergrande |
| 25 | HV | He Guan                  | 25 tháng 1, 1993 (25 tuổi)  | 3    | 0   | Shanghai SIPG        |
| 28 | HV | Wang Shenchao            | 8 tháng 2, 1989 (29 tuổi)   | 4    | 0   | Shanghai SIPG        |
|    | HV | Jiang Zhipeng            | 6 tháng 3, 1989 (29 tuổi)   | 23   | 0   | Hebei China Fortune  |
|    |    |                          |                             |      |     |                      |
| 8  | TV | Cai Huikang              | 10 tháng 10, 1989 (28 tuổi) | 20   | 0   | Shanghai SIPG        |
| 11 | TV | Hao Junmin               | 24 tháng 3, 1987 (30 tuổi)  | 66   | 12  | Shandong Luneng      |
| 13 | TV | He Chao                  | 19 tháng 4, 1995 (22 tuổi)  | 2    | 0   | Changchun Yatai      |
| 16 | TV | Huang Bowen              | 13 tháng 7, 1987 (30 tuổi)  | 43   | 3   | Guangzhou Evergrande |
| 20 | TV | Yu Hanchao               | 25 tháng 2, 1987 (31 tuổi)  | 50   | 9   | Guangzhou Evergrande |
| 24 | TV | Zhao Xuri (vice-captain) | 3 tháng 12, 1985 (32 tuổi)  | 73   | 2   | Tianjin Quanjian     |
| 30 | TV | Peng Xinli               | 22 tháng 7, 1991 (26 tuổi)  | 0    | 0   | Chongqing Lifan      |
|    | TV | Wu Xi                    | 19 tháng 2, 1989 (29 tuổi)  | 47   | 3   | Jiangsu Suning       |
|    |    |                          |                             |      |     |                      |
| 7  | TĐ | Wu Lei                   | 19 tháng 11, 1991 (26 tuổi) | 48   | 8   | Shanghai SIPG        |
| 9  | TĐ | Xiao Zhi                 | 28 tháng 5, 1985 (32 tuổi)  | 8    | 2   | Guangzhou R&F        |
| 18 | TĐ | Gao Lin                  | 14 tháng 2, 1986 (32 tuổi)  | 97   | 20  | Guangzhou Evergrande |
| 19 | TĐ | Wei Shihao               | 8 tháng 4, 1995 (22 tuổi)   | 3    | 2   | Beijing Guoan        |
| 22 | TĐ | Yu Dabao                 | 18 tháng 4, 1988 (29 tuổi)  | 45   | 17  | Beijing Guoan        |
| 29 | TĐ | Tan Long                 | 1 tháng 4, 1988 (29 tuổi)   | 0    | 0   | Changchun Yatai      |

Nguồn:

### Cộng hòa Séc
Huấn luyện viên:  Karel Jarolím

| Số | VT | Cầu thủ                | Ngày sinh (tuổi)            | Trận | Bàn | Câu lạc bộ     |
| -- | -- | ---------------------- | --------------------------- | ---- | --- | -------------- |
| 1  | TM | Tomáš Vaclík           | 29 tháng 3, 1989 (28 tuổi)  | 18   | 0   | Basel          |
| 16 | TM | Tomáš Koubek           | 26 tháng 8, 1992 (25 tuổi)  | 6    | 0   | Stade Rennais  |
| 23 | TM | Jiří Pavlenka          | 14 tháng 4, 1992 (25 tuổi)  | 4    | 0   | Werder Bremen  |
|    |    |                        |                             |      |     |                |
| 2  | HV | Pavel Kadeřábek        | 25 tháng 4, 1992 (25 tuổi)  | 30   | 2   | Hoffenheim     |
| 3  | HV | Tomáš Kalas            | 22 tháng 5, 1993 (24 tuổi)  | 11   | 0   | Fulham         |
| 4  | HV | Theodor Gebre Selassie | 24 tháng 12, 1986 (31 tuổi) | 45   | 3   | Werder Bremen  |
| 6  | HV | Michael Lüftner        | 14 tháng 3, 1994 (24 tuổi)  | 1    | 0   | Copenhagen     |
| 17 | HV | Marek Suchý (captain)  | 29 tháng 3, 1988 (29 tuổi)  | 36   | 1   | Basel          |
| 18 | HV | Jan Bořil              | 11 tháng 1, 1991 (27 tuổi)  | 4    | 0   | Slavia Prague  |
| 22 | HV | Filip Novák            | 26 tháng 6, 1990 (27 tuổi)  | 12   | 1   | Trabzonspor    |
| 26 | HV | Jakub Jugas            | 5 tháng 5, 1992 (25 tuổi)   | 0    | 0   | Slavia Prague  |
|    |    |                        |                             |      |     |                |
| 5  | TV | Lukáš Masopust         | 12 tháng 2, 1993 (25 tuổi)  | 0    | 0   | Jablonec       |
| 7  | TV | Antonín Barák          | 3 tháng 12, 1994 (23 tuổi)  | 7    | 5   | Udinese        |
| 8  | TV | Vladimír Darida        | 8 tháng 8, 1990 (27 tuổi)   | 49   | 4   | Hertha Berlin  |
| 9  | TV | Martin Frýdek          | 24 tháng 3, 1992 (25 tuổi)  | 5    | 0   | Sparta Prague  |
| 13 | TV | Jan Kopic              | 4 tháng 6, 1990 (27 tuổi)   | 9    | 3   | Viktoria Plzeň |
| 15 | TV | Tomáš Souček           | 27 tháng 2, 1995 (23 tuổi)  | 8    | 1   | Slavia Prague  |
| 20 | TV | Michal Trávník         | 17 tháng 5, 1994 (23 tuổi)  | 0    | 0   | Jablonec       |
|    |    |                        |                             |      |     |                |
| 11 | TĐ | Michael Krmenčík       | 15 tháng 3, 1993 (25 tuổi)  | 11   | 6   | Viktoria Plzeň |
| 19 | TĐ | Patrik Schick          | 24 tháng 1, 1996 (22 tuổi)  | 5    | 1   | Roma           |
| 21 | TĐ | Stanislav Tecl         | 1 tháng 9, 1990 (27 tuổi)   | 1    | 0   | Jablonec       |

Nguồn:

### Uruguay
Huấn luyện viên:  Óscar Tabárez

| Số | VT | Cầu thủ                | Ngày sinh (tuổi)            | Trận | Bàn | Câu lạc bộ          |
| -- | -- | ---------------------- | --------------------------- | ---- | --- | ------------------- |
| 1  | TM | Fernando Muslera       | 16 tháng 6, 1986 (31 tuổi)  | 94   | 0   | Galatasaray         |
| 12 | TM | Martín Campaña         | 29 tháng 5, 1989 (28 tuổi)  | 1    | 0   | Independiente       |
| 23 | TM | Martín Silva           | 23 tháng 3, 1983 (34 tuổi)  | 11   | 0   | Vasco da Gama       |
|    |    |                        |                             |      |     |                     |
| 2  | HV | José María Giménez     | 20 tháng 1, 1995 (23 tuổi)  | 39   | 4   | Atlético Madrid     |
| 3  | HV | Diego Godín (captain)  | 16 tháng 2, 1986 (32 tuổi)  | 113  | 8   | Atlético Madrid     |
| 4  | HV | Guillermo Varela       | 24 tháng 3, 1993 (24 tuổi)  | 1    | 0   | Peñarol             |
| 13 | HV | Gastón Silva           | 5 tháng 3, 1994 (24 tuổi)   | 16   | 0   | Independiente       |
| 16 | HV | Maxi Pereira           | 8 tháng 6, 1984 (33 tuổi)   | 124  | 3   | Porto               |
| 19 | HV | Sebastián Coates       | 7 tháng 10, 1990 (27 tuổi)  | 29   | 1   | Sporting CP         |
|    |    |                        |                             |      |     |                     |
| 5  | TV | Carlos Sánchez         | 2 tháng 12, 1984 (33 tuổi)  | 33   | 1   | Monterrey           |
| 6  | TV | Rodrigo Bentancur      | 5 tháng 6, 1997 (20 tuổi)   | 4    | 0   | Juventus            |
| 7  | TV | Cristian Rodríguez     | 30 tháng 9, 1985 (32 tuổi)  | 102  | 11  | Peñarol             |
| 8  | TV | Nahitan Nández         | 28 tháng 12, 1995 (22 tuổi) | 9    | 0   | Boca Juniors        |
| 10 | TV | Giorgian De Arrascaeta | 1 tháng 5, 1994 (23 tuổi)   | 12   | 1   | Cruzeiro            |
| 14 | TV | Lucas Torreira         | 11 tháng 2, 1996 (22 tuổi)  | 0    | 0   | Sampdoria           |
| 15 | TV | Matías Vecino          | 24 tháng 8, 1991 (26 tuổi)  | 19   | 1   | Internazionale      |
| 17 | TV | Diego Laxalt           | 7 tháng 2, 1993 (25 tuổi)   | 3    | 0   | Genoa               |
| 20 | TV | Gastón Ramírez         | 2 tháng 12, 1990 (27 tuổi)  | 42   | 0   | Sampdoria           |
|    |    |                        |                             |      |     |                     |
| 9  | TĐ | Luis Suárez            | 24 tháng 1, 1987 (31 tuổi)  | 95   | 49  | Barcelona           |
| 11 | TĐ | Cristhian Stuani       | 10 tháng 12, 1986 (31 tuổi) | 38   | 5   | Girona              |
| 18 | TĐ | Maxi Gómez             | 14 tháng 8, 1996 (21 tuổi)  | 2    | 0   | Celta               |
| 21 | TĐ | Edinson Cavani         | 14 tháng 2, 1987 (31 tuổi)  | 98   | 40  | Paris Saint-Germain |

Nguồn:

### Xứ Wales
Huấn luyện viên:  Ryan Giggs

| Số | VT | Cầu thủ                   | Ngày sinh (tuổi)            | Trận | Bàn | Câu lạc bộ        |
| -- | -- | ------------------------- | --------------------------- | ---- | --- | ----------------- |
| 1  | TM | Wayne Hennessey           | 24 tháng 1, 1987 (31 tuổi)  | 73   | 0   | Crystal Palace    |
| 12 | TM | Chris Maxwell             | 30 tháng 7, 1990 (27 tuổi)  | 0    | 0   | Preston North End |
| 21 | TM | Michael Crowe             | 13 tháng 11, 1995 (22 tuổi) | 0    | 0   | Ipswich Town      |
|    |    |                           |                             |      |     |                   |
| 2  | HV | Chris Gunter              | 21 tháng 7, 1989 (28 tuổi)  | 85   | 0   | Reading           |
| 3  | HV | Adam Matthews             | 13 tháng 1, 1992 (26 tuổi)  | 13   | 0   | Sunderland        |
| 4  | HV | Ben Davies                | 24 tháng 4, 1993 (24 tuổi)  | 36   | 0   | Tottenham Hotspur |
| 5  | HV | James Chester             | 23 tháng 1, 1989 (29 tuổi)  | 29   | 0   | Aston Villa       |
| 6  | HV | Ashley Williams (captain) | 23 tháng 8, 1984 (33 tuổi)  | 76   | 2   | Everton           |
| 14 | HV | Declan John               | 30 tháng 6, 1995 (22 tuổi)  | 2    | 0   | Rangers           |
| 18 | HV | Chris Mepham              | 5 tháng 11, 1997 (20 tuổi)  | 0    | 0   | Brentford         |
| 19 | HV | Connor Roberts            | 23 tháng 9, 1995 (22 tuổi)  | 0    | 0   | Swansea City      |
| 23 | HV | Tom Lockyer               | 3 tháng 12, 1994 (23 tuổi)  | 1    | 0   | Bristol Rovers    |
|    |    |                           |                             |      |     |                   |
| 7  | TV | Joe Allen                 | 14 tháng 3, 1990 (28 tuổi)  | 40   | 2   | Stoke City        |
| 8  | TV | Andy King                 | 29 tháng 10, 1988 (29 tuổi) | 44   | 2   | Swansea City      |
| 15 | TV | Lee Evans                 | 24 tháng 7, 1994 (23 tuổi)  | 1    | 0   | Sheffield United  |
| 17 | TV | Marley Watkins            | 17 tháng 10, 1990 (27 tuổi) | 1    | 0   | Norwich City      |
| 20 | TV | Ryan Hedges               | 8 tháng 7, 1995 (22 tuổi)   | 1    | 0   | Barnsley          |
|    |    |                           |                             |      |     |                   |
| 9  | TĐ | Sam Vokes                 | 21 tháng 10, 1989 (28 tuổi) | 56   | 8   | Burnley           |
| 10 | TĐ | Tom Bradshaw              | 27 tháng 7, 1992 (25 tuổi)  | 2    | 0   | Barnsley          |
| 11 | TĐ | Gareth Bale               | 16 tháng 7, 1989 (28 tuổi)  | 68   | 26  | Real Madrid       |
| 13 | TĐ | Billy Bodin               | 24 tháng 3, 1992 (25 tuổi)  | 0    | 0   | Preston North End |
| 16 | TĐ | Harry Wilson              | 22 tháng 3, 1997 (21 tuổi)  | 1    | 0   | Hull City         |
| 22 | TĐ | Ben Woodburn              | 15 tháng 10, 1999 (18 tuổi) | 6    | 1   | Liverpool         |

Nguồn:

## Trận đấu
Bốc thăm chính thức được công bố vào ngày 5 tháng 12 năm 2017. The schedule was announced on ngày 17 tháng 12 năm 2017. All times are local, CST (UTC+8).

### Tóm tắt
|  | Bán kết               | Bán kết |                       |   | Chung kết | Chung kết |
|  |                       |         |                       |   |           |           |
|  | 22 tháng 3 - Nam Ninh |         |                       |   |           |           |
|  |                       |         |                       |   |           |           |
|  | Trung Quốc            | 0       |                       |   |           |           |
|  | Trung Quốc            | 0       | 26 tháng 3 - Nam Ninh |   |           |           |
|  | Wales                 | 6       |                       |   |           |           |
|  | Wales                 | 6       | Wales                 | 0 |           |           |
|  | 23 tháng 3 - Nam Ninh |         | Wales                 | 0 |           |           |
|  |                       | Uruguay | 1                     |   |           |           |
|  | Uruguay               | Uruguay | 1                     | 2 |           |           |
|  | Uruguay               |         |                       | 2 |           |           |
|  | Cộng hòa Séc          | 0       |                       |   |           |           |
|  | Cộng hòa Séc          | 0       | Tranh hạng 3          |   |           |           |
|  |                       |         |                       |   |           |           |
|  | 26 tháng 3 - Nam Ninh |         |                       |   |           |           |
|  |                       |         |                       |   |           |           |
|  | Trung Quốc            | 1       |                       |   |           |           |
|  | Trung Quốc            | 1       |                       |   |           |           |
|  | Cộng hòa Séc          | 4       |                       |   |           |           |

### Bán kết
| Trung Quốc | 0–6      | Wales                                             |
| ---------- | -------- | ------------------------------------------------- |
|            | Chi tiết | - Bale 2', 21', 62' - Vokes 38', 58' - Wilson 45' |

| Uruguay                           | 2–0      | Cộng hòa Séc |
| --------------------------------- | -------- | ------------ |
| - Suárez 10' (ph.đ.) - Cavani 27' | Chi tiết |              |

### Trận tranh hạng ba
| Trung Quốc        | 1–4      | Cộng hòa Séc                                            |
| ----------------- | -------- | ------------------------------------------------------- |
| - Fan Xiaodong 5' | Chi tiết | - Kalas 58' - Schick 59' - Krmenčík 62' - Kadeřábek 78' |

### Chung kết
| Wales | 0–1      | Uruguay      |
| ----- | -------- | ------------ |
|       | Chi tiết | - Cavani 49' |

## Các cầu thủ ghi bàn
3 bàn
- Gareth Bale

2 bàn
- Edinson Cavani
- Sam Vokes

1 bàn
- Fan Xiaodong
- Michael Krmenčík
- Patrik Schick
- Pavel Kadeřábek
- Tomáš Kalas
- Luis Suárez
- Harry Wilson